# Gouinia isabelensis
Gouinia isabelensis är en gräsart som beskrevs av J.J.Ortíz. Gouinia isabelensis ingår i släktet Gouinia och familjen gräs. Inga underarter finns listade i Catalogue of Life.